# Черноморская береговая линия

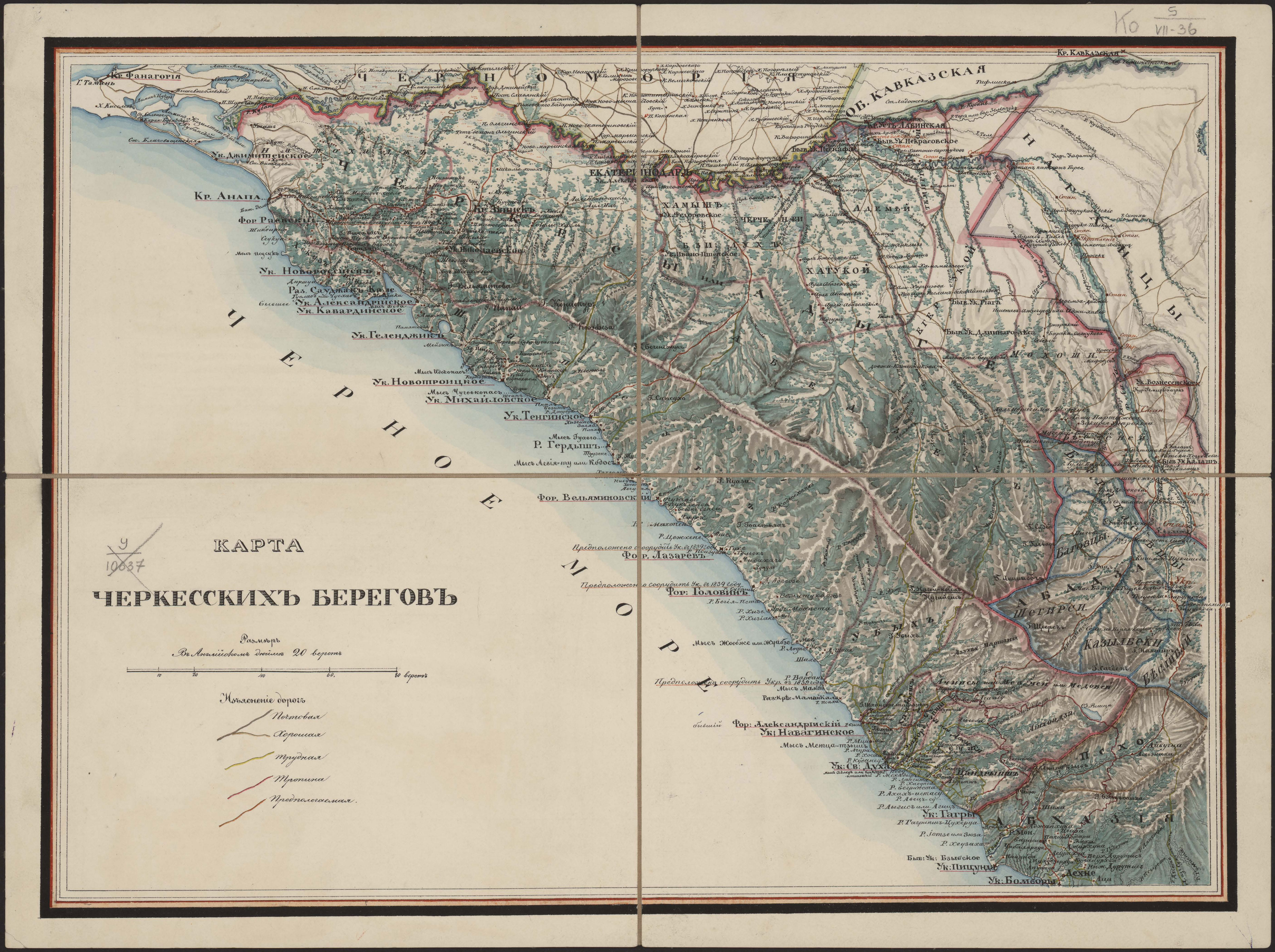
Черноморская береговая линия

Черноморская береговая линия — линия укреплений (крепостей, фортов и шанцев) Российской империи по восточному берегу Чёрного моря между Анапой и границей с Османской империей.
Линия построена с целью отрезать черкесам возможность получать контрабандой продовольствие, оружие и военные припасы из-за границы. Возведена в 1830-е годы. Демонтирована в 1854 году. Строительство линии положило начало таким крупным городам Черноморского побережья России, как Новороссийск, Геленджик, Сочи и другие.

## История и причины создания
Возведение этой линии было обусловлено, с одной стороны, вмешательством Англии и Османской империи в кавказские дела Российской империи, с другой — желанием императора Николая I ускорить покорение Черкесии и Северо-Кавказского имамата, для прекращения разбоев и грабежей.
Вмешательство иностранцев в кавказские дела Российской империи на территории Черкесии началось сейчас же после заключения Адрианопольского мира 1829 года. Огромное влияние, которое Россия приобрела в Турции в 1830-х годах, раздражало западноевропейские державы, в особенности Англию. Отсюда тайные происки, возбуждавшие горцев Кавказа к упорной борьбе.
Почин в этом деле взяла на себя Англия; её орудиями были горцы, бежавшие в Константинополь из страха наказания за грабежи и разбои в пределах Российской империи или ездившие туда по своим семейным и торговым делам. Горцам внушали, что Турция никогда не отрекалась от своих прав на их родину (горцы, впрочем, не признавали ничьих прав на себя, как видно из ответа, данного одним убыхским старшиной русскому генералу, который требовал от него и его племени подчинения во имя уступки Турцией русским горских земель: «Вот птичка на дереве, генерал! Я дарю тебе её, возьми!»). Затем стали учить горцев, как нужно бороться с русскими, соединяясь в большие союзы; при этом им обещалась помощь Англии, Турции или египетского хедива и производилась даровая раздача оружия и военных припасов.
Среди прибрежных черкесских племён стали появляться англичане, потом поляки, которые выдавали себя перед простодушными дикарями за уполномоченных и посланников. Первым явился на черноморский берег Кавказа секретарь английского посольства в Константинополе Дэвид Уркварт, туркофил и ненавистник русских. Он высадился к шапсугам, среди которых пробыл несколько месяцев, издавая воззвания, возбуждая черкесов к защите их свободы. Воззвание это имело следствием сплочение ближайших племён: они поклялись не вступать ни в какие сношения с русскими, вследствие чего меновая торговля Российской империи, открытая в начале XIX века, временно остановилась, а нападения на линию участились и получили более правильный характер.
В конце 1836 года явился другой английский агент, купец Джеймс Белл, пробывший у черкесов два года. Его шхуна «Vixen» с разными товарами была конфискована крейсерами Российской империи. В начале 1837 года барон Розен, главнокомандующий на Кавказе, получил известие, что Белл с сотрудником газеты «Morning Chronicle» Лонгвортом хочет опять высадиться на берегу Кавказа с разными контрабандными товарами, имея паспорт от английского правительства. Вскоре он действительно появился среди шапсугов и натухайцев, как раз в то время, когда эти более мирные племена начали тяготиться бедствиями войны и уже готовились послать в Константинополь посольство, чтобы узнать, должны ли они ожидать помощи, обещанной английским правительством. Белль их остановил и настоял на том, чтоб черкесы не входили с русским правительством ни в какие переговоры до получения новых распоряжений от английского правительства. Шапсуги и натухайцы сообщили об этом абадзехам, приглашая их действовать с ними заодно. В начале мая Белль и Лонгворт появились на большом собрании горцев возле реки Пшада и представили ему бумагу, в которой от имени английского правительства советовали горцам явиться к русскому начальнику и объявить, что в сущности Россия никаких прав на них не имеет, как на народ, независимость которого признана всеми; если же и после этого русские не прекратят войны, то дать знать о том в Константинополь, откуда тотчас же отплывёт к черкесским берегам флот европейских держав, Турции и Египта, всего до 300 судов с десантом и боевыми припасами. Черкесы обратились к генералу Вельяминову, как их учил Белл, и вслед за тем произвели набеги на всю линию, которые стоили огромных жертв.
В 1839 году Белль появился среди убыхов и джигетов, поджигая их к нападению на Навагинский форт, обещая за голову генерала Раевского 1 млн руб. и распуская слух, что в Грузию вторглось огромное войско египетского паши и заняло многие крепости. При неоднократных нападениях на Навагинский форт Белль наводил на него убыхские пушки.
В 1840-х и 1850-х годах являлись неоднократно на черноморском Кавказе и даже в Дагестане не только отдельные агенты, но и целые иностранные отряды, состоявшие из авантюристов разных наций, особенно из поляков и венгерцев, причём суда и деньги давала Англия, иногда Австрия.
В 1851 году, например, действовали в Закубанье поляк Младецкий и итальянец Пичикини, в 1857 году — целая экспедиция в 190 человек (поляки и венгры), в составлении которой принимали участие Решид-паша, английский посол лорд Рэдклиф и австрийский посол Прокеш-Остен, а исполнением всего дела заведовал граф Замойский, на английские деньги; во главе экспедиции был поставлен поляк Лапинский (Мехмед-бей).
Это вмешательство иностранных держав усилило стремление правительства Российской империи поскорее окончить бесконечную войну с кавказскими горцами.

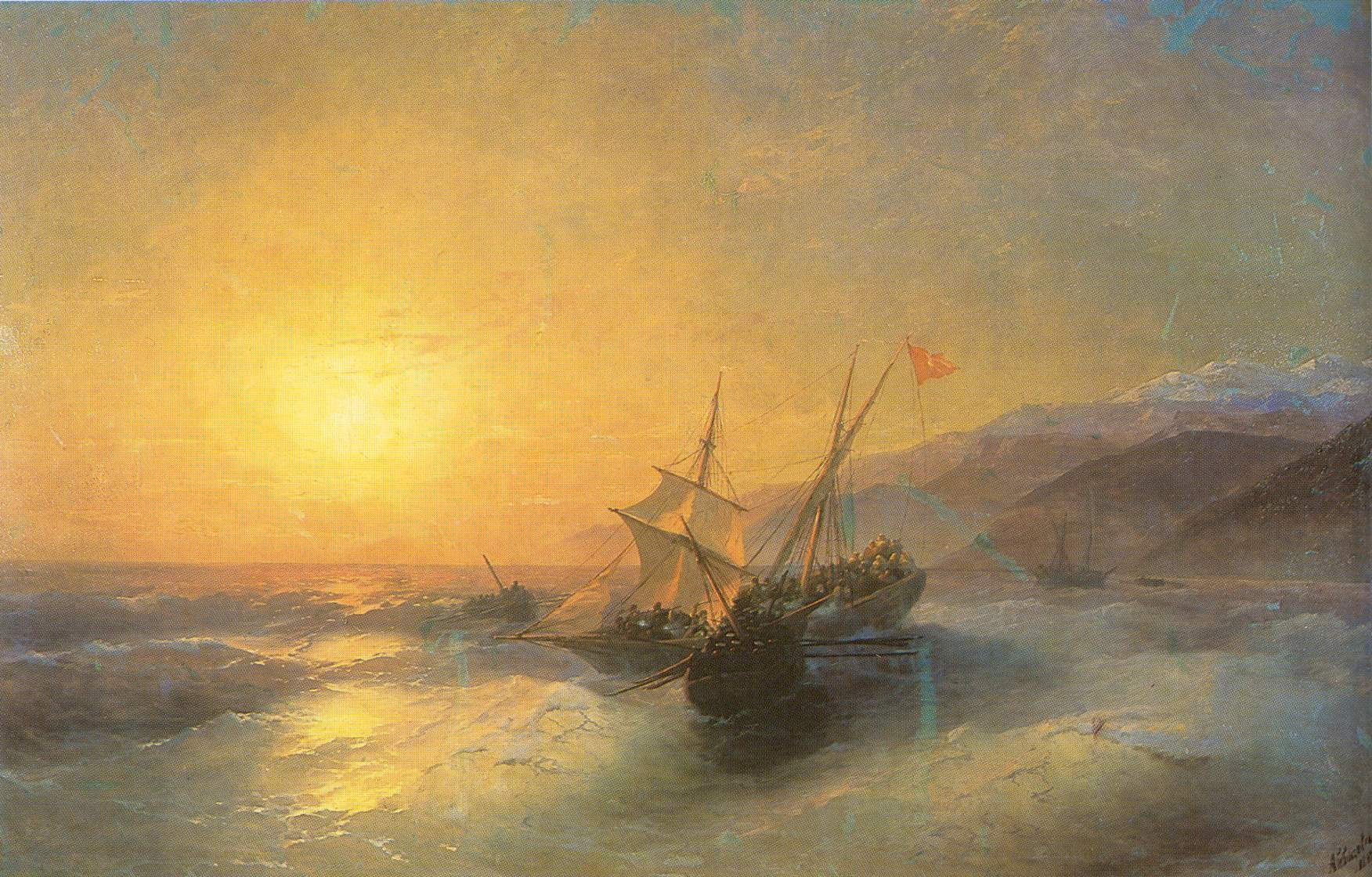
Айвазовский И. К. Взятие русскими матросами турецкой кочермы и освобождение пленных кавказских женщин
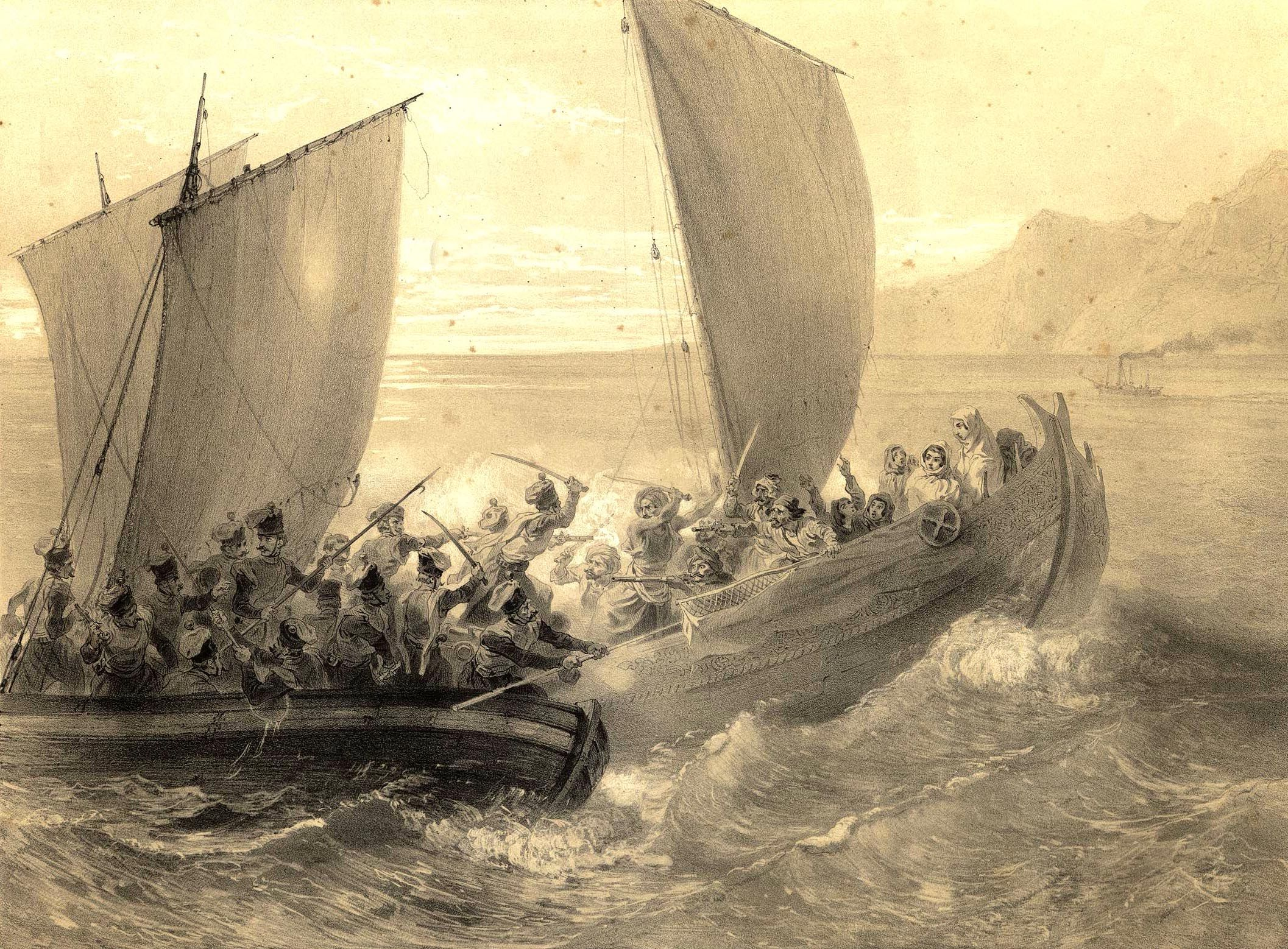
Гагарин Г. Г. Азовские казаки атакуют турецких пиратов

О средствах достижения этой цели неоднократно были запрашиваемы авторитетные генералы, свои и иностранные. В записке, представленной в 1833 году, генерал-лейтенант А. А. Вельяминов говорит следующее:

«опыт показал, что военные суда наши, крейсирующие около восточных берегов Чёрного моря, не в состояния уследить и изловить турецкие суда, подвозящие горцам жизненные и военные припасы, а от них получающие пленных и рабов, которых продают в Константинополе и на других рынках Турции. Турецкие лодки очень малы, легко прячутся в устьях рек, впадающих в море, где их не может настичь большое судно. Лучшее средство не допустить турецких купцов до торговли с черкесами — постройка небольших крепостей во всех местах, где пристают турецкие суда. Отрезать же горцев от сношений с турками важно потому, что если от Кубани мы будем делать набеги на земли черкесов и истреблять ежегодно все их хлебные запасы, вытаптывать их поля и оттеснять их все дальше в горы, где у них мало пастбищ, то, не имея подвоза хлеба с моря, они изнемогут в несколько лет и подчинятся нам. Отнятые плоские места следует заселить русскими станицами и деревнями, а в горах занять важные в стратегическом отношении пункты. Построить много крепостей на черноморском берегу невозможно в один год, а потому пусть вдоль берега энергично крейсируют наши суда, а по самому берегу между Анапой и Гаграми двигается отряд для наблюдения за высадками турок».
Под влиянием этих соображений, император Николай I приказал построить ряд фортов и крепостей по западному берегу Кавказа в удобных, по местным соображениям, пунктах, рассрочив эту постройку на несколько лет.

## Состав Черноморской береговой линии
На черноморском берегу издавна существовал целый ряд древних поселений, которые прежде принадлежали туркам и были ими укреплены, а теперь, по миру в Адрианополе, достались Российской империи: Анапа, Сухум, Редут-Кале, Поти и др. Укрепление Гагры в устье реки Жуэквары было выстроено в 1830 г. десантным отрядом генерала Пацовского для преграждения черкесам возможности свободно проходить с целью грабежа в Абхазию. Во время управления правым флангом генерала Эммануэля, в 1831 году, было решено провести военную линию от левого берега реки Кубани против Ольгинского редута через земли шапсугов по Абинскому ущелью до Геленджикского залива, где и построить крепость Геленджик.
Черноморская береговая линия включала в себя следующие укрепления:
| Наименование                                                | Дата создания (перестройки) | Текущее наименование местоположения | Схема               |
| Анапская крепость                                           | 1828.06.12                  | Анапа                               |                     |
| Новороссийское укрепление                                   | 1838.09.12                  | Новороссийск                        |                     |
| «Кабардинское» («Александрийское»)                          | 1836 (1841)                 | Кабардинка                          |                     |
| Геленджикское укрепление                                    | 1831.07.27                  | Геленджик                           |                     |
| Новотроицкое укрепление                                     | 1837                        | Криница (Геленджик)                 |                     |
| Михайловское укрепление                                     | 1837                        | Архипо-Осиповка                     |                     |
| Тенгинское укрепление                                       | 1838.07.10                  | Лермонтово (Краснодарский край)     |                     |
| Новомихайловское укрепление                                 | 1838                        | Новомихайловский                    |                     |
| Вельяминовский форт (Вельяминовское укрепление)             | 1838.05.12                  | Туапсе                              |                     |
| Лазаревский форт (Лазаревское укрепление)                   | 1839.07.07                  | Лазаревское                         | План форта Лазарева |
| Головинский форт (Головинское укрепление)                   | 1839.05.03                  | Головинка (Сочи)                    |                     |
| Навагинский форт (Форт Александрия, Навагинское укрепление) | 1838.04.13                  | Сочи                                |                     |
| Укрепление Святого Духа                                     | 1837.06.18                  | Адлер                               |                     |
| Гагрская крепость                                           | 1830                        | Гагра                               |                     |
| Сухумская крепость                                          | 1830                        | Сухум                               |                     |

## Строительство береговых укреплений
Мнение генерал-лейтенанта Вельяминова в вышеприведённой записке 1833 года отразилось на плане действий в 1834 году, где значилось: «Если можно, направить отряд из Абхазии в Геленджик для затруднения сношений горских племён с Турцией». В 1834 году генерал-лейтенант Вельяминов заложил Абинское укрепление и дошёл до Геленджика. На юге черноморского берега в этом же году были заложены два укрепления — одно возле деревни Илори, другое на реке Кодоре, у Драндского монастыря. В 1835 году было возведено Николаевское (Нижне-Атакуафское) укрепление для связи укреплений Геленджикской линии между Ольгинским редутом и Геленджиком: шапсуги и натухайцы упорно обороняли в этих местах свои жилища, но принуждены были отступить в горы и леса. Бомбора и Пицунда, построенные в 1830 году, были в это время небольшими укреплениями, через которые в 1834 году генерал Ахлёстышев провёл дорогу до реки Бзыбь; при впадении этой реки в море было устроено небольшое укрепление для охраны переправы, но в следующем же году река смыла его. Весной 1836 года Драндский монастырь был обращён в укрепление. В Илори был выстроен небольшой редут (1834) на берегу реки Галидзги. Укрепления Гагр были исправлены. В 1836 году было основано укрепление Александрия, возле теперешнего Новороссийска, а в 1837 и следующих годах было предположено довести до конца постройку ряда укреплений по берегу Чёрного моря от Гагр до Геленджика, чтобы окончательно отрезать горцев от всяких сношений с турками.

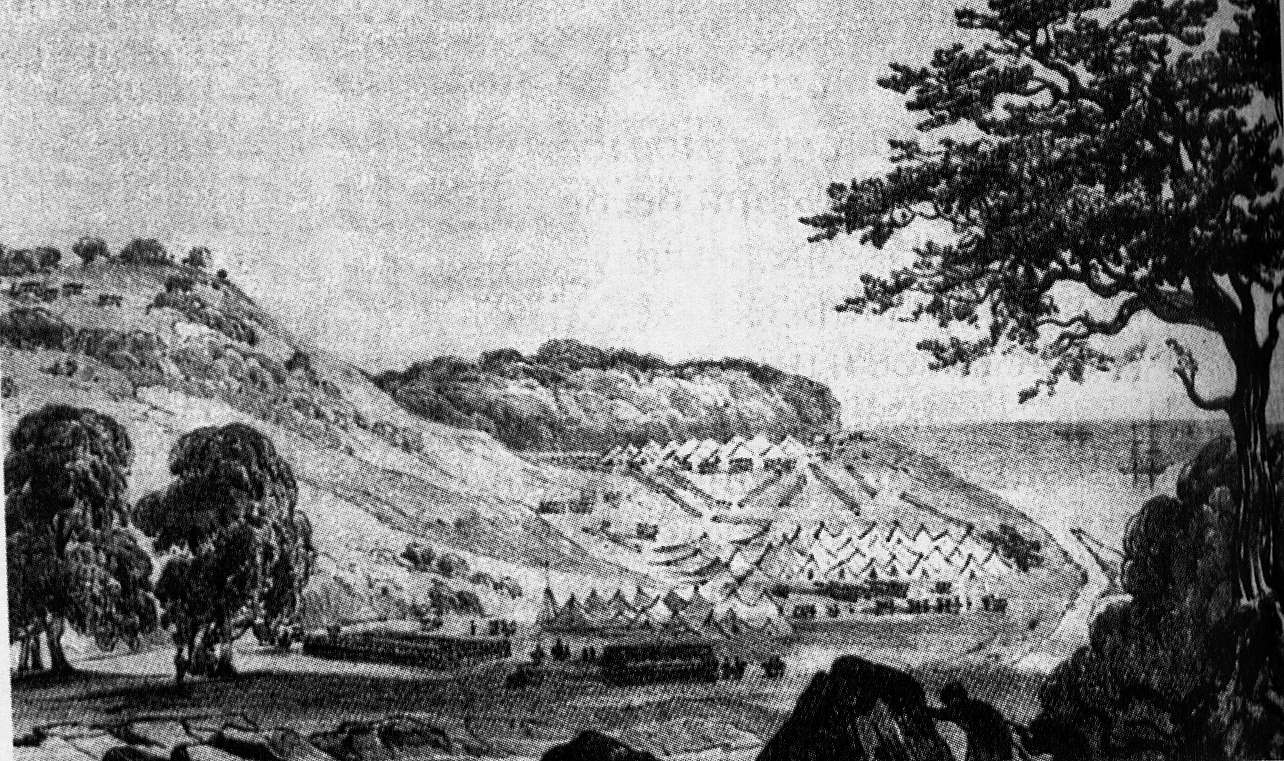
Русский лагерь на реке Сочи, апрель 1838

Эта торопливость в занятии нашими крепостями черноморского берега Кавказа не одобрялась генерал-лейтенантом Вельяминовым, так как он считал необходимым в борьбе с горцами двигаться шаг за шагом, не оставляя непокорённого пространства, соединяя занятые места хорошими и безопасными дорогами и закрепляя их за нами устройством русских поселений. Дорога вдоль берега часто прерывалась скалами, прокладка её требовала страшных усилий, денег и времени, а отчаянное сопротивление горцев, при крайне благоприятных для их действий условиях местности, вырывало из рядов подданных Российской империи массу народа.
Было решено, поэтому, впредь основывать укрепления, высаживая десант прямо к месту постройки; только ближайшие к Геленджику укрепления были построены отрядом генерал-лейтенанта Вельяминова, подошедшим сухим путём. Сам командующий войсками барон Розен руководил войсками, которые 18 июня 1837 года основали укрепления Св. Духа на мысе Константиновском (или Ардилер, в русской переделке Адлер), при впадении реки Мзымты в море; здесь при высадке отряда 7 июня был убит во время перестрелки нашей цепи с джигетами убыхами прапорщик А. А. Бестужев (Марлинский). В то же самое время из Геленджика двинулся генерал-лейтенант А. А. Вельяминов через перевал Вардовие по ужасающей дороге, при непрерывном бое с горцами, к устью реки Пшада, отправив туда артиллерию и тяжести морем. 6 июня 1837 года заложено было Новотроицкое укрепление, 29 июля — Михайловское укрепление.
21 апреля 1838 года отрядом генерал-майора Симборского было заложено в устьях реки Сочи укрепление, названное сначала в честь императрицы Александрией, но потом переименованное в Навагинское; убыхи яростно нападали на наши войска, но должны были уступить силе и искусству.

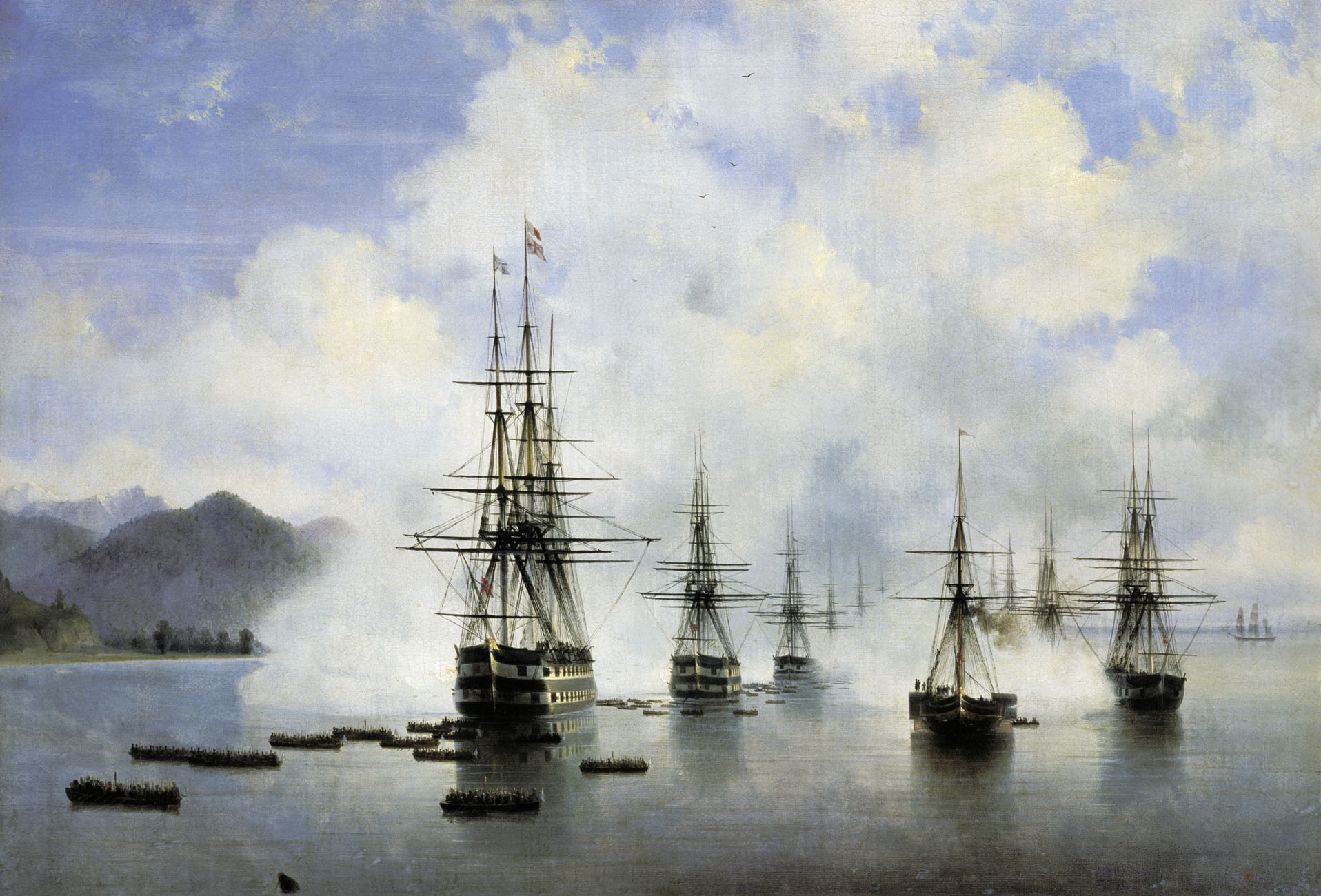
Десант Раевского у Субаши.
И. Айвазовский

Генерал-майор Раевский, командовавший войсками за смертью генерал-лейтенанта Вельяминова, 12 мая высадился в устьях реки Туапсе и 22 мая, после отчаянной борьбы с шапсугами и абадзехами, заложил укрепление Вельяминовское; затем войска, строившие это укрепление, были перевезены к устью реки Шапсухо (или Шапсуго), где с 11 июля приступили к постройке Тенгинского укрепления; окончив его к 20-му августа, главнокомандующий генерал-лейтенант Головин построил в Суджукской бухте блокгауз и форт Новороссийский, с тем, чтобы потом устроить здесь военный форт, адмиралтейство и крепость. В 1839 году генерал-майор Раевский высадился у устья реки Субаши и 12 мая заложил Головинский форт, а по окончании его перевёз войска к устью реки Псезуапсе, где 12 июля был заложен форт Лазарева; по возвращении в Анапу часть отряда была направлена на реку Мескагу, где было построено (к 18 октября) укрепление Раевского, связывавшее Анапу с Новороссийском.
Этим было закончено возведение линии новых укреплений по восточному берегу Чёрного моря.
Вся эта вновь устроенная Черноморская береговая линия была разделена в 1839 году на два отделения: первое — от устья Кубани до Навагинского форта, второе — от Навагинского форта до границы Мингрелии. В административно-военном отношении сюда же была присоединена Абхазия и Цебельда, со всеми расположенными там войсками. Начальником всей Черноморской береговой линии был назначен генерал-лейтенант Раевский.

## Катастрофа 1840 года
Горцы не могли свыкнуться с появлением укреплений Российской империи на их земле. По недостатку времени и по ошибочному расчёту укрепления эти, как и в Дагестане, не получили прочных и сильных профилей и не имели достаточных гарнизонов, которые к тому же страшно ослаблялись необыкновенной болезненностью и смертностью (в укреплении Св. Духа, например, весь гарнизон, состоявший из 922 человек, вымер в течение 5 лет; в 1845 году на всей Черноморской линии было убито 18, а умерло от болезней 2427 человек).
Скоро оказалось, что все труды Российской империи на черноморском берегу пропали даром: не форты Российской империи грозили горцам, а горцы держали все форты в постоянной блокаде. Непрочная постройка укреплений, вместе с проливными дождями, через год-два совершенно разрушили большую часть верков черноморских укреплений. Во всех укреплениях береговой линии вместо 25 980 человек, которые составляли бы минимум нужного числа, было налицо только 2776 человек.
В начале 1840 года в горах разразился страшный голод, вследствие чего у горцев появилась мысль напасть на российские укрепления, где можно было добыть много всякого провианта. 7 февраля 1840 года 1500 горцев напали на форт Лазарева и, несмотря на отчаянное мужество 78 человек гарнизона, взяли его, истребив всех защитников; 29 февраля та же участь постигла Вельяминовское укрепление на реке Туапсе. 23 марта несколько тысяч горцев окружили Михайловское укрепление, где начальником был штабс-капитан Николай Константинович Лико, человек с непреклонной волей: он решил взорвать укрепление; исполнить это взялся рядовой Тенгинского полка Архип Осипов. Всех защитников укрепления было около 250 человек, остальные лежали в лазарете или ослабели от болезни. Около 11 000 шапсугов и абадзехов из долин рек Фарс и Курджипс бросились на приступ, неся лестницы; отбитые, они оправились и вновь отчаянно полезли на укрепление; гарнизон был изрублен, но когда горцы толпой бросились к пороховому погребу и стали ломиться туда, Архип Осипов взорвал погреб и погиб вместе с 3000 черкесами. В марте, мае и июне горцы неоднократно нападали на Навагинское укрепление, но взять его не смогли. 2 апреля 1840 года горцы овладели Николаевским укреплением, а 26 мая напали на Абинское, но, потеряв 685 человек убитыми, бежали. Эта неудача и громадные потери охладили горцев: они разошлись по домам и больше ничего в этом году не предпринимали.

## Восстановление укреплений
Император Николай I приказал восстановить форты и снабдить их всем необходимым. Вся Черноморская береговая линия после того была разделена на 3 отделения: первое, от Кубани до Геленджика, состояло из станицы Николаевской, форта Раевского, крепостей Анапы, Джемитея, станиц Витязевой, Новороссийска и укрепления Кабардинского; второе, от Геленджика до Навагинского — из Геленджика, Новотроицкого, укрепления Тенгинского, фортов Лазарева и Вельяминовского; третье, от укрепления Навагинского к югу до укрепления Илори — из укреплений Навагинского, Головинского, Св. Духа, Гагр, Бомбор, Пицунды, Сухум-Кале, форта Марамбо, Дранд и Илори.
Ввиду тяжёлой службы в укреплениях Черноморская береговой линии, император Николай I приказал убавить служащим и служившим солдатам год службы, а офицерам год к выслуге ордена Св. Георгия за 25 лет. После этого крупных перемен в количестве фортов не было; только в разделении Черноморской береговой линии в 1843 году была произведена перемена продлением этой линии до турецкой границы и включением в неё Редут-Кале, Поти и форта Св. Николая, с образованием из них четвёртого отделения. В таком виде Черноморская береговая линия оставалась до оставления фортов Российской империи в 1854 году.

## Жизнь в укреплениях и меновая торговля
После тяжёлого 1840 года серьёзных катастроф на Черноморской береговой линии не было, но нападения на отдельные укрепления бывали; что же касается до нападений на людей, то они повторялись непрерывно. Добывание дров, обработка огородов, пастьба скота, косьба сена, даже рытье могил приходилось оплачивать кровью.
Число перестрелок более серьёзного характера с целой толпой в несколько сот и даже тысяч человек было довольно значительно; так, в 1845 году (в этом отношении довольно обыкновенный год) на всей Черноморской береговой линии было дел и перестрелок 67 раз. В большинстве фортов, где были меновые дворы, торговля шла, однако, своим чередом, увеличиваясь или уменьшаясь по месяцам, в зависимости от нужд горцев и их средств. Только изредка, когда появлялся какой-нибудь английский или турецкий эмиссар и уговаривал горцев прекратить всякие сношения с русскими или когда сами горцы надумывали большое нападение, торговля падала до суммы 15—20 руб. в месяц. Более значительна по размерам была меновая торговля в Анапе: там кругом жили натухайцы, народ более мирный, занимавшийся хлебопашеством и торговлей и издавна сносившийся с русскими; в мае 1841 года они привезли в Анапу леса на 5138 арбах и купили соли 1500 пудов. В других местах торговля была много меньше, на сумму 100—150 руб. в месяц.
Кое-где горцы приходили в укрепления Российской империи на заработки (например, убыхи и джигеты в Навагинском), а в голодные годы толпы их кормились около укреплений, прося милостыню, причём они приводили на продажу своих крепостных, а бедные — детей, продавая их за 1—2 меры хлеба, за пуд соли и т. п.
Правительство Российской империи не желало, чтобы торг с горцами в укреплениях побуждал их к хищничеству, а потому было строго запрещено покупать у них краденое, например лошадей и т. п., а тем более людей. В меновой торговле русское правительство видело средство сблизить горцев с русскими, втянуть их в более мирные отношения к ним, познакомить их с более европеизированным бытом. В этом смысле меновая торговля Российской империи имела мало успеха уже потому, что культура казаков, ближайших соседей черкесов, была немногим выше черкесской, да и быт их был очень близок к черкесскому, а с другой стороны — для такого воздействия нужно более продолжительное время и более мирные отношения.

## Демонтаж укреплений в 1854 году

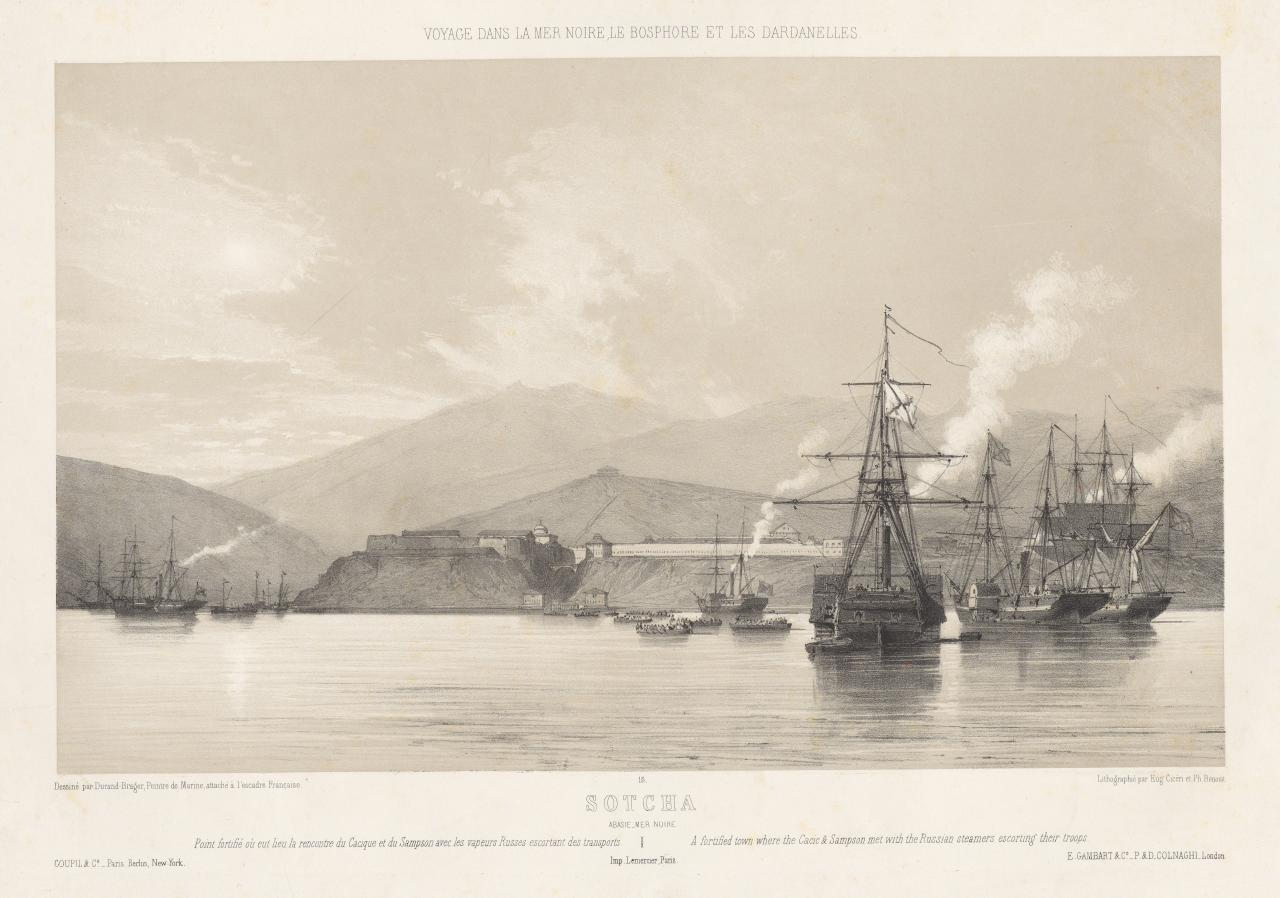
Эвакуация Навагинского форта. 1854 год

Положение гарнизонов в этих береговых укреплениях было крайне тяжёлое: сношения их между собой сухим путём были немыслимы вследствие отсутствия дорог и воинственности населения, которое даже значительные отряды Российской империи пропускало по берегу только при условии превосходных сил и непрерывных схваток, небольшие же части войск безусловно были бы перебиты, если бы вздумали двинуться берегом. Сношения фортов морем возможны были не всегда, так как зимой Чёрное море очень бурно; летом сношения поддерживались крейсерами и азовскими лодками, которые должны были стеречь контрабандные суда турок и не допускать их до высадки, ловить их и истреблять на суше, если они успели втянуться на берег. Но крейсера Российской империи и др. суда военного флота посещали укрепления только изредка, а азовских лодок было мало, да притом они имели специальное назначение, не представляя особого интереса для заключённых в фортах сидельцев.
Впрочем, приход азовцев был всё-таки проявлением жизни. Когда оканчивалась навигация, наступали длинные, тёмные ночи, проливные дожди, страшные бури на море, когда появлялось сознание полной отрезанности от всего мира, тогда невообразимая тоска охватывала молодых солдат, а старые отдавались беспробудному пьянству. В фортах не было даже настоящих церквей и полного причта. Блокирование большой крепости сопряжено с огромными затруднениями, блокировать же такую крепость, как Кавказский хребет, на протяжении 400—600 вёрст, и с таким воинственным гарнизоном, как кавказские горцы, было предприятием почти невозможным, особенно без энергичного движения с севера, какое предлагал генерал-лейтенант Вельяминов. Оставалось множество второстепенных долин, по которым путь к морю был свободен.
Положение береговых укреплений Российской империи было опасно даже при условии господства на море; когда же в 1854 году иностранный флот появился на Чёрном море, их существование сделалось немыслимым. Уже в 1849 г. среди черкесов северного склона гор появился агент Шамиля Мохаммед-Эмин и вскоре подчинил своему влиянию натухайцев и убыхов: это сказалось в чрезвычайном движении горских шаек, не дававших покоя всей кордонной линии, а также отчасти и береговой; когда же в 1853 году отношения Российской империи к Турции стали портиться и дело дошло до войны, то под влиянием Мохаммеда-Эмина был сделан ряд приступов к фортам Российской империи: в 1853 году, 19 июля, горцы появились у Геленджика, 23 и 27 июля нападали на Тенгинское укрепление, 26 июля на Гостогаевское, но безуспешно. Мохаммед-Эмин объявил тогда горцам, что как только английские и др. западноевропейские суда появятся на Чёрном море, горцы, в числе 30 тысяч, должны напасть на укрепления Российской империи с суши. Турция употребляла все усилия, чтобы поднять горцев всего Кавказа против Российской империи и уговорить их действовать единодушно. Положение фортов между двух огней, с суши и с моря, было отчаянное: помимо невозможности выдержать атаку с суши и с моря, гарнизоны должны были погибнуть с голоду, как только истощатся раньше запасённые припасы, потому что флот Российской империи был заперт, а потом и потоплен в Севастополе.
Газета «Кавказ», № 30, от 1854 года, сообщала:

«С 3 по 5 марта 1854 г. отрядом кораблей под флагом вице-адмирала Л. М. Серебрякова сняты гарнизоны укреплений Черноморской береговой линии. Состав отряда: пароходы „Молодец“, флаг вице-адмирала Л. М. Серебрякова, „Крым“, флаг контр-адмирала А. И. Панфилова, „Одесса“, „Херсонес“, „Боец“, Могучий», «Аргонавт», гребные суда на буксире пароходов и транспорта «Мамай», «Бзыб», «Гостогай», «Кодос», «Цемес». Гарнизоны в количестве 5 тысяч человек со своими семьями, вольнопромышленники, большая часть казённого имущества доставлены в Новороссийск, а сами укрепления взорваны и сожжены".
Л. М. Серебряков отдал приказ — гарнизоны вместе с женщинами, детьми и вольнопромышленниками эвакуировать в Геленджик и Новороссийск.
Снова русские войска придут на берег реки Сочи через 10 лет.